# Multi-booting

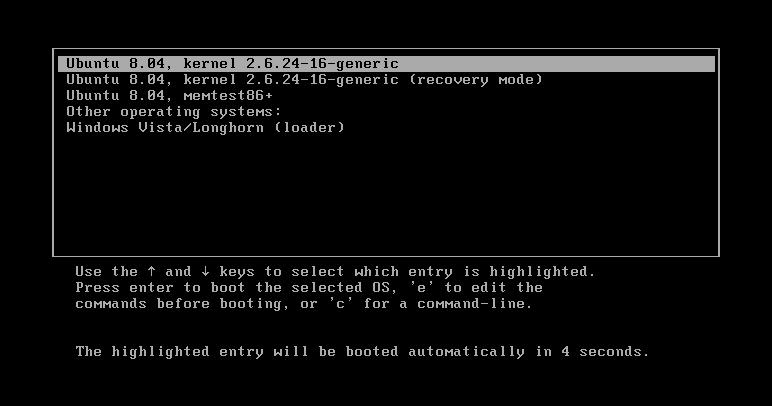
GRUB, amb entrades per a Ubuntu i Windows Vista, un exemple d' arrencada dual

L'arrencada múltiple és l'acció d'instal·lar diversos sistemes operatius en un sol ordinador i poder triar quin arrencar. El terme d'arrencada dual es refereix a la configuració comuna de dos sistemes operatius específicament. L'arrencada múltiple pot requerir un carregador d'arrencada personalitzat.

## Ús
L'arrencada múltiple permet que més d'un sistema operatiu resideixi en un ordinador; per exemple, si un usuari té un sistema operatiu principal que utilitza amb més freqüència i un sistema operatiu alternatiu que utilitza amb menys freqüència. L'arrencada múltiple permet a un nou sistema operatiu configurar totes les aplicacions necessàries i migrar les dades abans d'eliminar el sistema operatiu antic, si ho desitja. Un altre motiu per a l'arrencada múltiple pot ser investigar o provar un nou sistema operatiu sense canviar completament.
L'arrencada múltiple també és útil en situacions en què un programari diferent requereix sistemes operatius diferents. Una configuració d'arrencada múltiple permet a un usuari utilitzar tot el seu programari en un ordinador. Això s'aconsegueix sovint utilitzant un carregador d'arrencada com NTLDR, LILO o GRUB que pot arrencar més d'un sistema operatiu.
Els desenvolupadors de programari també utilitzen l'arrencada múltiple quan calen diversos sistemes operatius amb finalitats de desenvolupament o prova. Tenir aquests sistemes en una màquina és una manera de reduir els costos de maquinari.
L'arrencada múltiple també permet a un usuari canviar entre sistemes privats i dedicats al treball per mantenir la integritat de l'accés i la separació entre els dos entorns d'usuari, fins i tot si s'utilitza el mateix sistema operatiu per a cadascun d'e
Una possible alternativa a l'arrencada múltiple és la virtualització, on s'utilitza un hipervisor per allotjar una o més màquines virtuals amb sistemes operatius convidats.

## Aspectes tècnics

### Nombre de sistemes operatius per dispositiu d'emmagatzematge
En un ordinador amb arrencada múltiple, cadascun dels múltiples sistemes operatius pot residir al seu propi dispositiu d'emmagatzematge, o alguns dispositius d'emmagatzematge poden contenir més d'un sistema operatiu en particions diferents. El carregador d'arrencada a l'MBR o carregat per l'MBR mostra un menú d'unitats lògiques i carrega el carregador d'arrencada seleccionat des del PBR d'aquesta unitat.

### Particions
El concepte bàsic consisteix a particionar un disc per acomodar cada instal·lació planificada, normalment incloses particions separades per a l'arrencada, arrel, emmagatzematge de dades i còpies de seguretat.

### Carregadors d'arrencada de Linux
Els carregadors de Linux com GRUB i LILO poden residir a l'MBR o a un PBR. Utilitzen fitxers de configuració a /boot per controlar els seus menús de selecció.

### Microsoft Windows i Linux
Una configuració popular d'arrencada múltiple és l'arrencada dual dels sistemes operatius Linux i Windows, cadascun contingut dins de la seva pròpia partició. Windows no facilita ni admet sistemes d'arrencada múltiple, a part de permetre instal·lacions específiques de partició, i no s'ofereix cap opció de carregador d'arrencada. Tanmateix, la majoria dels instal·ladors de Linux actuals permeten l'arrencada dual (tot i que un cert coneixement de les particions és desitjable). Normalment, les instal·lacions continuen sense incidents, però en reiniciar-se, el carregador d'arrencada només reconeixerà un dels dos sistemes operatius.